# Carlo Mornati
Carlo Mornati (ur. 16 marca 1972 w Lecco) – włoski wioślarz, srebrny medalista w wioślarskiej czwórce bez sternika podczas Letnich Igrzysk Olimpijskich w Sydney.

## Osiągnięcia
- Mistrzostwa Świata – Indianapolis 1994 – czwórka bez sternika – 1. miejsce[1].
- Mistrzostwa Świata – Tampere 1995 – czwórka bez sternika – 1. miejsce[1].
- Mistrzostwa Świata – Kolonia 1998 – czwórka – 3. miejsce[1].
- Mistrzostwa Świata – St. Catharines 1999 – czwórka – 3. miejsce[1].
- Igrzyska Olimpijskie – Sydney 2000 – czwórka bez sternika – 2. miejsce[1].
- Mistrzostwa Świata – Sewilla 2002 – czwórka bez sternika – 3. miejsce[1].
- Igrzyska Olimpijskie – Ateny 2004 – ósemka – 7. miejsce[1].
- Mistrzostwa Świata – Gifu 2005 – ósemka – 2. miejsce[1].
- Mistrzostwa Świata – Eton 2006 – ósemka – 2. miejsce[1].
- Mistrzostwa Świata – Monachium 2007 – czwórka bez sternika – 2. miejsce[1].
- Igrzyska Olimpijskie – Pekin 2008 – czwórka bez sternika – 11. miejsce[1].